# ZMAT4
ZMAT4 (англ. Zinc finger matrin-type 4) – білок, який кодується однойменним геном, розташованим у людей на короткому плечі 8-ї хромосоми. Довжина поліпептидного ланцюга білка становить 229 амінокислот, а молекулярна маса — 25 833.
| 10         |  | 20         |  | 30         |  | 40         |  | 50         |
| ---------- |  | ---------- |  | ---------- |  | ---------- |  | ---------- |
| MKSSDIDQDL |  | FTDSYCKVCS |  | AQLISESQRV |  | AHYESRKHAS |  | KVRLYYMLHP |
| RDGGCPAKRL |  | RSENGSDADM |  | VDKNKCCTLC |  | NMSFTSAVVA |  | DSHYQGKIHA |
| KRLKLLLGEK |  | TPLKTTATPL |  | SPLKPPRMDT |  | APVVASPYQR |  | RDSDRYCGLC |
| AAWFNNPLMA |  | QQHYDGKKHK |  | KNAARVALLE |  | QLGTTLDMGE |  | LRGLRRNYRC |
| TICSVSLNSI |  | EQYHAHLKGS |  | KHQTNLKNK  |  |            |  |            |

A: Аланін

C: Цистеїн

D: Аспарагінова кислота

E: Глутамінова кислота

F: Фенілаланін

G: Гліцин

H: Гістидин

I: Ізолейцин

K: Лізин

L: Лейцин

M: Метіонін

N: Аспарагін

P: Пролін

Q: Глутамін

R: Аргінін

S: Серин

T: Треонін

V: Валін

W: Триптофан

Задіяний у такому біологічному процесі, як альтернативний сплайсинг. 
Білок має сайт для зв'язування з іонами металів, іоном цинку, ДНК. 
Локалізований у ядрі.